# Verquières
Verquières é uma comuna francesa na região administrativa da Provença-Alpes-Costa Azul, no departamento de Bouches-du-Rhône. Estende-se por uma área de 4,59 km². Em 2010 a comuna tinha 838 habitantes (densidade: 182,6 hab./km²).